# Кліффделл (Вашингтон)
Кліффделл (англ. Cliffdell) — переписна місцевість (CDP) в США, в окрузі Якіма штату Вашингтон. Населення — 114 особи (2020).

## Географія
Кліффделл розташований за координатами 46°55′17″ пн. ш. 121°2′32″ зх. д. / 46.92139° пн. ш. 121.04222° зх. д. (46.921479, -121.042131).  За даними Бюро перепису населення США в 2010 році переписна місцевість мала площу 4,53 км², уся площа — суходіл.

## Демографія
Згідно з переписом 2010 року, у переписній місцевості мешкали 104 особи в 56 домогосподарствах у складі 29 родин. Густота населення становила 23 особи/км².  Було 176 помешкань (39/км²).
Расовий склад населення:
| - 100,0 % — білих |

До двох чи більше рас належало 0,0 %. Частка іспаномовних становила 1,0 % від усіх жителів.
За віковим діапазоном населення розподілялося таким чином: 12,5 % — особи молодші 18 років, 69,2 % — особи у віці 18—64 років, 18,3 % — особи у віці 65 років та старші. Медіана віку мешканця становила 56,1 року. На 100 осіб жіночої статі у переписній місцевості припадало 103,9 чоловіків;  на 100 жінок у віці від 18 років та старших — 97,8 чоловіків також старших 18 років.
За межею бідності перебувало 3,6 % осіб, у тому числі 0,0 % дітей у віці до 18 років та 2,0 % осіб у віці 65 років та старших.
Цивільне працевлаштоване населення становило 45 осіб. Основні галузі зайнятості: виробництво — 40,0 %, мистецтво, розваги та відпочинок — 28,9 %, освіта, охорона здоров'я та соціальна допомога — 28,9 %.